# 松子 (加利福尼亞州馬德拉縣)
松子（英語：The Pines）是位於美國加利福尼亞州馬德拉縣的一個非建制地區。該地的面積和人口皆未知。

## 地理
松子的座標為37°19′08″N 119°33′12″W / 37.31889°N 119.55333°W，而該地的平均海拔高度為1047米（即3435英尺）。